# شبکه ارتباطات داده

## شبکه ارتباطات داده
شبکه NPL یا شبکه ارتباطات داده NPL، یک شبکه کامپیوتری محلی بود که توسط تیمی از آزمایشگاه ملی فیزیکی (NPL) در لندن اداره می‌شد که مفهوم سوئیچینگ بسته را برای اولین بار مطرح کرد.
بر طبق طرح هایی که برای اولین بار توسط فردی به نام  دونالد دیویس در سال 1965 طراحی شد، کار توسعه در سال 1968 شروع شد. عناصر اولین نسخه از شبکه که  Mark I نام داشت  در سال 1969 عملیاتی شد و سپس در ژانویه 1970 به طور کامل عملیاتی شد و نسخه Mark II از سال 1973 تا 1986 عملیاتی شد. شبکه NPL و بعد از  آن ARPANET درکشور آمریکا اولین شبکه های  کامپیوتری بودند که سوئیچینگ بسته را پیاده سازی و استفاده کردند. اولین شبکه ای که از پیوندهای پرسرعت استفاده کرد شبکه NPL  بود. همراه با پروژه ARPANET و CYCLADES، این پروژه،زیر ساخت های  تکنیکی (فنی) اینترنت مدرن را پایه ریزی کرد.

## ریشه ها(منشاء)
در طی یک سال  بین سال‌های 1965-1966، دونالد دیویس، که بعداً به عنوان رئیس بخش علوم کامپیوتر NPL (شبکه ارتباطات داده ) منصوب شد، یک شبکه داده ملی تجاری مبتنی بر سوئیچینگ بسته را در پروپوزال توسعه یک سرویس ارتباطات ملی برای پردازش داده‌های آنلاین پیشنهاد کرد. پس از اینکه این پروپوزال در سطح ملی مطرح نشد و قبول نشد، او سرپرستی تیمی را بر عهده گرفت که آن تیم طراحی یک شبکه محلی را برای پاسخگویی به نیازهای NPL و اثبات امکان سوئیچینگ بسته به وجود آورد. این طرح اولین طرحی بود که مفهوم "interface computer" را توصیف کرد که امروزه به عنوان روتر شناخته می شود.
نسخه مکتوب پروپوزال تحت عنوان شبکه ارتباطات دیجیتال برای کامپیوترهایی که پاسخ سریع در پایانه های راه دور می دهد توسط راجر اسکنتلبری در سمپوزیوم اصول سیستم های عامل در سال 1967 ارائه شد. پیشنهاد شد که «شبکه‌های محلی» با رایانه‌های واسط ساخته شوند که مسئولیت چندگانه‌سازی بین تعدادی از سیستم‌های کاربر (رایانه‌های اشتراک‌گذاری زمان و سایر کاربران) و ارتباط با «شبکه سطح بالا» را دارند. دومی با "گره های سوئیچینگ" متصل به مدارهای نرخ مگابیت (پیوندهای T1، که با نرخ خط 1.544 مگابیت بر ثانیه اجرا می شوند) ساخته می شود. در گزارش Scantlebury پس از کنفرانس، او خاطرنشان کرد: "به نظر می رسد که ایده های موجود در مقاله NPL در حال حاضر پیشرفته تر از هر پیشنهادی در ایالات متحده است".

## سوئیچینگ بسته
اولین پایه نظری سوئیچینگ بسته کارPaul Baran بود که در آن داده ها در بسته های(قطعات) کوچک منتقل می شدند و به طور مستقل با روشی شبیه به تکنیک های store-and-forward بین گره های شبکه میانی هدایت می شدند. دیویس به طور مستقل در سال 1965 به همین مدل رسید و نام آن را packet switching گذاشت. او پس از مشورت با یک زبانشناس NPL، اصطلاح «بسته» را انتخاب کرد، زیرا می‌توانست به زبان‌هایی غیر از انگلیسی بدون مصالحه ترجمه شود. دیویس اولین ارائه عمومی سوئیچینگ بسته را در 5 اوت 1968 ارائه کرد. ایده های اصلی او بر تحقیقات دیگر در سراسر جهان تأثیر گذاشت. Larry Roberts این مفاهیم را در طراحیArpanet گنجانده است. شبکه NPL در ابتدا سرعت خط ۷۶۸ کیلوبیت بر ثانیه را پیشنهاد کرد. تحت تأثیر این، سرعت خط برنامه ریزی شده برای ARPANET از 2.4 کیلوبیت بر ثانیه به 50 کیلوبیت بر ثانیه ارتقا یافت و قالب بسته مشابهی اتخاذ شد. پروژه CYCLADES لویی پوزین در فرانسه نیز تحت تأثیر کارهای دیویس قرار گرفت.

## پیاده سازی و تحقیقات بیشتر

### توسعه شبکه
برای تولید کردن  یک شبکه به صورت آزمایشی با استفاده از ند Honeywell 516 از مفهوم Packet switching تیم شبکه ارتباطات داده(NPL) استفاده کرد. ساخت آن در سال 1968 شروع شد. به طور اتفاقی، این کامپیوتر همان کامپیوتری بود که به وسیله ARPANET برای کار به عنوان Interface Message Processors انتخاب شد.
عناصر اولین نسخه شبکه، شبکه Mark I NPL، در سال 1969 (قبل از نصب اولین گره ARPANET) عملیاتی شد. شبکه در ژانویه 1970 به طور کامل عملیاتی شد. شبکه محلی NPL و به دنبال آن ARPANET گسترده در ایالات متحده اولین دو شبکه کامپیوتری بودند که سوئیچینگ بسته را پیاده سازی کردند. این شبکه بعداً از پیوندهای پرسرعت استفاده کرد، اولین شبکه کامپیوتری که این کار را انجام داد. نسخه Mark II از سال 1973 کار می کرد.
تیم NPL همچنین کار شبیه‌سازی را بر روی عملکرد شبکه‌های بسته پهناور، مطالعه دیتاگرام و تراکم شبکه انجام داد.
شبکه NPL بعده ها با دیگر شبکه‌ها، از جمله Experimental Packet Switched Service که متعلق به اداره پست بود و شبکه انفورماتیک اروپایی (EIN) در سال 1976 به هم متصل شد.
در سال 1976، 12 کامپیوتر و 75 دستگاه پایانه متصل شد و تعداد بیشتری اضافه شد. این شبکه تا سال 1986 به کار خود ادامه داد.
به همراه دونالد دیویس، تیم NPL شامل درک باربر، راجر اسکنتلبری، پیتر ویلکینسون، کیت بارتلت و برایان آلدوس بود.

#### توسعه پروتکل
اولین دفعه ای که از اصطلاح پروتکل در زمینه تبادل داده های مدرن استفاده شد در یادداشتی با عنوان پروتکلی برای استفاده در شبکه ارتباطات داده NPL که توسطRoger Scantlebury و Keith Bartlett در آوریل 1967 نوشته شده است. انتشار دیگری توسط بارتلت در سال 1968 مفهوم یکAlternating bit protocol را معرفی کرد (که بعداً توسط ARPANET و EIN استفاده شد)  و نیاز به سه سطح انتقال داده (تقریباً مطابق با سطوح پایین تر مدل هفت لایه OSI که یک دهه بعد ظاهر شد). نسخه Mark II که از سال 1973 کار می کرد، از چنین معماری پروتکل "layered" استفاده می کرد. تیم NPL همچنین ایده "protocol verification" را معرفی کرد. 

## کار اینترنتی
شبکه NPL در دهه 1970 یک بستر آزمایشی برای تحقیقات اینترنتی بود. دیویس، Scantlebury و Derek Barber اعضای فعال کارگروه بین‌المللی شبکه (INWG) بودند که در سال 1972 تشکیل شد. وینت سرف و باب کاندیویس و اسکنتلبری را تأیید کردند در مقاله خود در سال 1974 به نام پروتکلی برای ارتباطات شبکه بسته‌ای که Darpa در پروتکل اینترنت استفاده کرد که در اینترنت مدرن استفاده میشود.
Derek Barber به عنوان مدیر پروژه European COST 11 منصوب شد، نقش مهمی در پیشنهاد شبکه انفورماتیک اروپایی (EIN) ایفا کرد و پروژه را رهبری کرد در حالی که Scantlebury مشارکت فنی بریتانیا را رهبری کرد. پروتکل EIN به راه اندازی کار INWG کمک کرد، که پروتکل پایان به پایان بین المللی را در سال 1975 پیشنهاد کرد، اگرچه این به طور گسترده مورد پذیرش قرار نگرفت.
شبکه ارتباطات داده «معضل اساسی» درمورد کار اینترنتی تحقیق کرد که این یعنی اگر شبکه‌های موجود برای استفاده از پروتکل مشابه طراحی نشده باشند، یک پروتکل میزبان مشترک نیاز به بازسازی ساختار دارد. NPL به وسیله ترجمه بین دو پروتکل میزبان مختلف به شبکه انفورماتیک اروپایی متصل شد. این در حالی است  که اتصال NPL به Post Office Experimental Packet Switched Service از یک پروتکل میزبان مشترک در هر دو شبکه استفاده می کرد. این کار تأیید کرد که ایجاد یک پروتکل میزبان مشترک قابل اعتمادتر و کارآمدتر خواهد بود.
دیویس و باربر شبکه های ارتباطی برای کامپیوترها را در سال 1973 و شبکه های کامپیوتری به علاوه  پروتکل های آنها را در سال 1979 منتشر کردند. آنها در Communications Symposium  داده در سال 1975 در مورد "نبرد برای استانداردهای دسترسی" بین دیتاگرام ها و مدارهای مجازی صحبت کردند و باربر گفت: "نبود استاندارد". رابط‌های دسترسی برای شبکه‌های ارتباطی نوظهور packet-switched بسته، «نوعی هیولا» را برای کاربران ایجاد می‌کند». برای مدت طولانی، جامعه مهندسی شبکه بر سر اجرای مجموعه‌های پروتکل رقیب، که معمولاً به عنوان جنگ پروتکل شناخته می‌شود، دو قطبی شده بود. مشخص نبود کدام نوع پروتکل به بهترین و قوی ترین شبکه های کامپیوتری منجر می شود.

## امنیت شبکه
تحقیقات های بعدی دیویس  در شبکه ارتباطات داده  (NPL ) بر امنیت داده برای  شبکه های کامپیوتری متمرکز شد.

## میراث
مفهوم سوئیچینگ بسته توسعه یافته در NPL به ابزار اصلی ارتباط داده در شبکه های کامپیوتری مدرن از جمله اینترنت تبدیل شد.
NPL سپانسر یک گالری است  که این گالری در  سال 2009 در مورد "تکنولوژی(فناوری) اینترنت" درThe National Museum of Computing در بلچلی پارک افتتاح شد.

## همچنین برای مطالعه بیشتر ببینید
- - پروتکل های کتاب رنگی
  - تاریخچه اینترنت
  - اینترنت در انگلستان
  - ژانت
  - مخابرات اداره پست انگلستان و بعداً مخابرات بریتانیا
    - جریان سوئیچ بسته
    - سرویس سوئیچ بسته بین المللی

  - مخابرات در انگلستان